# Juan Armada y Losada
Juan Bautista Armada y Losada, marquès de Figueroa (Madrid, 1861-1932) va ser un escriptor i polític espanyol, ministre de Foment i de Gracia i Justícia en governs d'Antoni Maura i Montaner, i president del Congrés dels Diputats, tot durant el regnat d'Alfons XIII. La seva obra narrativa s'inscriu en el naturalisme cristià.

## Biografia
Va néixer a Madrid el 4 de maig de 1861, de noble família gallega: fill primogènit de Juan Bautista de Armada y Valdés, cavaller de Sant Jaume, i de Ramona de Losada i Miranda, XI marquesa de Figueroa. Net per línia paterna dels VI marquesos de Rivadulla i IV de San Esteban, X comtes de Canalejas, avançats de La Florida, i per la materna dels XI comtes de Maceda i VI de San Román, grans d'Espanya, VIII marquesos de Figueroa, VII de la Atalaya i V de Santa María del Villar, IX vescomtes de Fefiñanes.
Després de cursar Dret en la Universitat de Santiago de Compostel·la, en 1891 va iniciar la seva carrera política en el si del Partit Conservador en ser escollit diputat a Corts per Pontedeume, província de La Corunya, acta que renovaria en totes les eleccions celebrades fins a 1910. En les del 8 de maig de 1910 va obtenir un dels escons per la ciutat de La Corunya, que reeditaria fins a 1923 (començament de la Dictadura de Primo de Rivera). Va ser dues vegades vicepresident del Congrés dels Diputats, i president el 1919.
Entre altres càrrecs en l'Administració va tenir el de director general del Contenciós, i fugaçment ministre de Foment entre el 5 i el 16 de desembre de 1904, i ministre de Gracia i Justícia entre el 25 de gener de 1907 i el 21 d'octubre de 1909, en sengles gabinets Maura. Al capdavant de la cartera de Justícia durant el Govern Llarg de Maura, va impulsar l'aprovació de lleis com la de Justícia Municipal, la de Condemna Condicional i la reforma de la Llei Hipotecària. També va presentar a les Corts un projecte de Llei de Repressió del Terrorisme que va ser rebutjat.
Va ser acadèmic numerari de la Reial Acadèmia Espanyola i de la de Ciències Morals i Polítiques, a més de corresponent de la Reial Acadèmia Gallega.
Un mes abans de la proclamació de la República, el 3 de març de 1931, i juntament amb Francesc Cambó, el duc de Maura, Antonio Goicoechea, Montes Jovellar i altres polítics d'origen maurista, va fundar el Centre Constitucional: un partit monàrquic de tendència conservadora moderada, reformista i descentralitzadora. Després dels dies del marquès de Figueroa, aquest grup seria el germen de Renovación Española.
Va morir a Madrid el 22 de setembre de 1932, a la seva casa de la plaça del Comte de Miranda, 3. Va estar casat amb María de la Valvanera Izquierdo y Zárate, propietària del pazo i capella de Montesacro a Cambados, filla de Lorenzo Izquierdo y Zárate, dels marquesos de Montesacro, diputat a Corts per Cambados, i de María Jacoba de Zárate y Sangro. No van tenir fills. En el marquesat de Figueroa el va succeir el seu nebot Juan Gil y Armada, fill de la seva germana Joaquina de Armada y Losada i de Miguel Gil Casares.

## Obra literària
Exercí el periodisme col·laborant a La España Moderna, La Ilustración Española y Americana, Nuestro Tiempo i La Lectura, entre altres publicacions.
Pronuncià nombroses conferències i discursos, entre altres: Fernán Caballero y la novela de su tiempo, De la poesía gallega (1889), El problema de la educación moral (1912), La crisis de nuestra civilización (1914), y La belleza en el lenguaje (1918, discurs d'ingrés en l'Acadèmia Espanyola).
El més destacat de la seva activitat literària són els seus poemaris Del solar galaico (1917) i Libro de Cantigas (1928), escrits en gallec i castellà i imbuïts d'un lirisme intimista i nostàlgic.

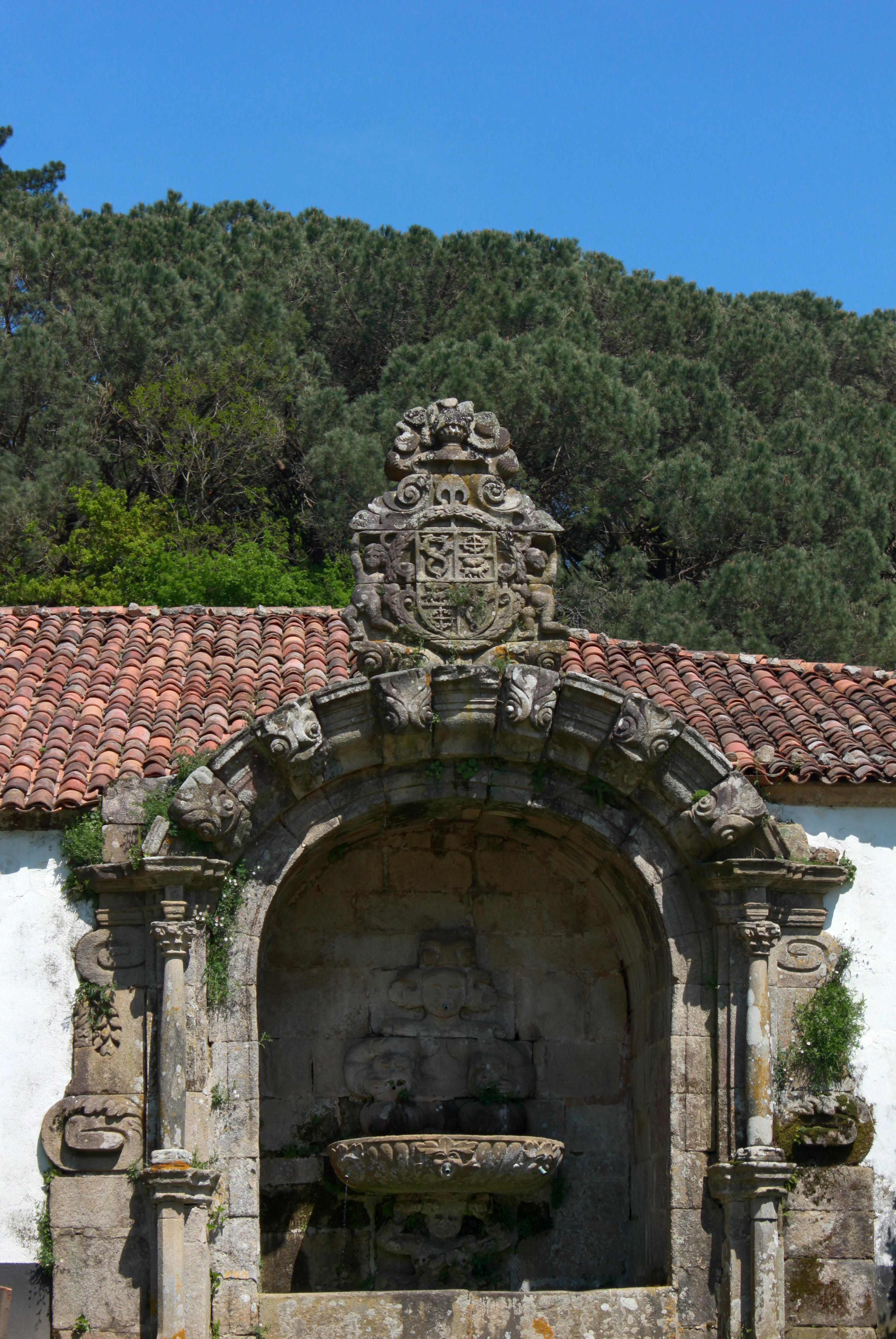
Font i escut d'armes al Pazo de Ortigueira, solar dels Armada a Santa Cruz de Rivadulla, municipi de Vedra.

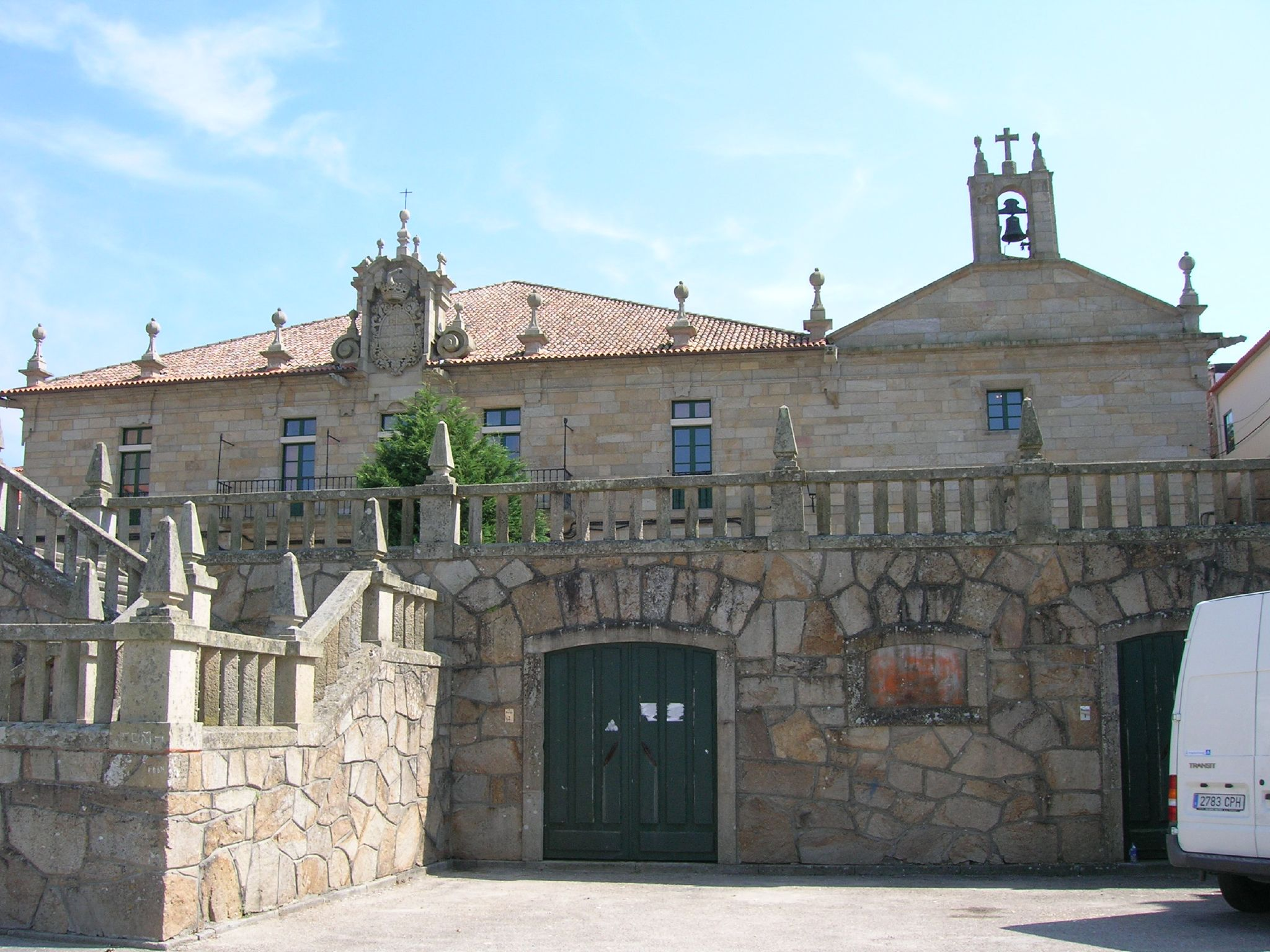
El Pazo de Montesacro i capella annexa de Nostra Senyora de la Valvanera, al barri de Santo Tomé de la vila vella de Cambados.

### Novel·les
- El último estudiante (1883) s'acomoda als motlles de la novel·la de costums, juxtaposant escenes en la tradició picaresca espanyola en vena optimista i amena.
- Antonia Fuertes (1885) documenta exhaustivament la vida quotidiana d'un llogaret pesquer gallec, on la protagonista, Antonia, és devorada per una passió eròtica que l'aboca a la prostitució. En aquesta novel·la —i en la següent— Figueroa accentua el seu pessimisme apropant-se a l'estil zolesc. No obstant això, com en els casos d'Emilia Pardo Bazán i Luis Coloma —el model dels quals segueix expressament—, la cruesa naturalista es troba atenuada per la seva ideologia conservadora i la seva visió cristiana del món.
- La vizcondesa de Armas (1887) va ser premiada pel jurat de la Societat Recreativa d'Artesans de La Corunya, composta entre altres per Campoamor, Cánovas, Castelar i Núñez de Arce. Denuncia els mals que afligeixen la noblesa, com la frivolitat, l'ociositat, l'afició al luxe i la mala gestió del patrimoni, però la seva crítica social no arriba a la virulència de Pereda en La Montálvez o del pare Coloma a Pequeñeces. Destaca la importància de l'educació del caràcter a través de la protagonista, Isabel, a qui va faltar la guia d'una mare cristiana en la seva infància. El seu primer marit se suïcida arruïnat, però ella es redimeix durant el seu segon matrimoni, convertint-se en model de perfecta casada.
- Gondar y Forteza (1900), la seva última novel·la, insisteix en l'ambient nobiliari per descriure la commoció política d'una arcàdica vila gallega després de la Revolució de 1868. Es tracta d'una novel·la costumista quallada d'episodis romàntics i llegendes populars. La crítica política tampoc aconsegueix la mordacitat de Pereda a Don Gonzalo González de la Gonzalera.

Dos són els principals temes de la narrativa del marquès de Figueroa: l'exaltació de l'educació i la moral cristianes i la crítica de l'afany de créixer que perverteix la vida política, sobretot en els corrents revolucionaris. Organitza les seves novel·les entorn d'esquemes de personatges contraris.